# Shazam! (filme)
Shazam! (bra/prt: Shazam!) é um filme estadunidense de 2019
, dos gêneros ação, aventura, comédia e fantasia, dirigido por David F. Sandberg, com roteiro de Henry Gayden, esse é o sétimo filme do DC Extended Universe. Personagens baseados em quadrinhos da DC Comics.
Estrelado por Zachary Levi e Asher Angel.

## Elenco
- Asher Angel e Zachary Levi como Billy Batson / Shazam: O grande herói que surge do trovão quando Billy Batson diz a palavra mágica "Shazam". Além de ser corajoso e viril, o herói ainda tem super força, super velocidade, alta resistência, voo e a capacidade de disparar raios.
- Mark Strong como Dr. Thaddeus Silvana: O principal antagonista do filme. Quando criança, Silvana é abordado pelo Mago para ser seu novo campeão, porém ele precisa passar por um teste, resistir a persuasão dos Sete Pecados Mortais. O menino não consegue e é descartado. Adulto, Silvana se torna obcecado pela magia e tenta a todo custo apanhar o poder que lhe foi negado quando criança.
- Djimon Hounsou como Mago Shazam: Uma entidade poderosa a qual existe há milhares de anos e vive em uma caverna mágica e autoconsciente conhecida como Pedra da Eternidade. Ele é incumbido de escolher alguém que seja bom de coração para deter os poderes de Shazam e se tornar o Campeão da Humanidade.
- Jack Dylan Grazer como Freddy Freeman: Irmão adotivo e melhor amigo de Billy Batson, os dois são muito unidos e Freddy é frequentemente ajudado por Billy quando se mete em problemas. Adam Brody interpreta a versão superpoderosa de Freddy.
- Faithe Herman como Darla Dudley: Irmã adotiva de Billy, é a mais nova de todos os seus irmãos, Darla é divertida e alegre. Meagan Good interpreta a versão superpoderosa de Darla[6]
- Grace Fulton como Mary Bromfield: Irmã adotiva mais velha de Billy, Mary é uma moça educada e responsável, sempre se dedicando a cuidar de seus meio irmãos mais novos. Michelle Borth interpreta a versão superpoderosa de Mary.
- Ian Chen como Eugene Choi: Irmão adotivo de Billy, Eugene é um menino asiático muito inteligente e estudioso. Ross Butler interpreta a versão superpoderosa de Eugene.
- Jovan Armand como Pedro Peña: Irmão adotivo de Billy, Pedro é um garoto latino, gordinho e tímido. D.J. Coltrona interpreta a versão superpoderosa de Pedro.Zachary Levi, (à esquerda) Asher Angel, (ao lado) Jack Dylan Grazer e o diretor David F. Sandberg (à direita) na San Diego Comic-Con na Califórnia em 2018

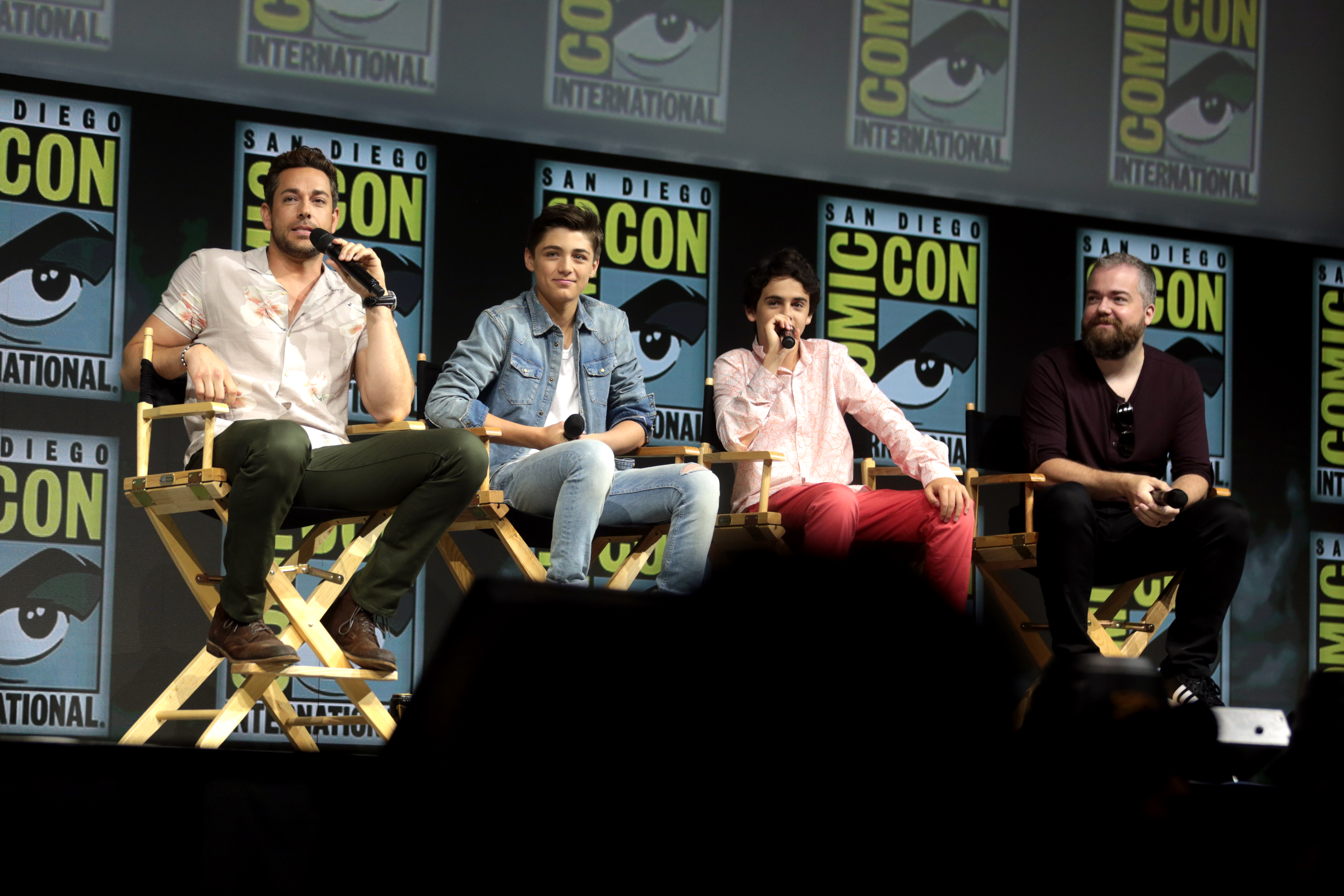
Zachary Levi, (à esquerda) Asher Angel, (ao lado) Jack Dylan Grazer e o diretor David F. Sandberg (à direita) na San Diego Comic-Con na Califórnia em 2018

## Dubladores no Brasil
Estúdio de dublagemDelart
- Direção de Dublagem: Manolo Rey[7]
- Cliente: Warner Bros[7]
- Tradução: Guilherme Menezes[7]
- Técnico(s) de Gravação: Rodrigo Pex[7]
- Mixagem: Gustavo Andriewiski[7]

Elenco
- Shazam - Leo Ribeiro[7]
- Freddy Freeman - Yan Gesteira[7]
- Billy Batson - Eduardo Drummond[7]
- Dr. Silvana - Hercules Franco[7]
- Mary - Natália Alves[7]
- Rosa - Izabel Lira[7]
- Darla - Eduarda Móras[7]
- Mago - Guilherme Lopes[7]
- Eugene - Enzo Dannemann[7]
- Victor - Anderson Coutinho[7]
- E. B. - Rita Lopes[7]
- Pedro - Matheus Perisse[7]
- Brett - Wirley Contaifer[7]
- Burke - João Victor Granja[7]

## Produção

### Desenvolvimento
Em outubro de 2014, o presidente da Warner, Kevin Tsujihara, anunciou durante um evento oficial da Warner os futuros filmes do Universo Estendido da DC até 2020, e entre eles estava o filme solo do super-herói Capitão Marvel intitulado Shazam, que já estava previsto para estrear no ano de 2019, com apenas Dwayne Johnson confirmado no elenco como "Adão Negro". Em julho de 2017, durante a Comic-Con Internacional, Geoff Johns confirmou que "Adão Negro" não estaria neste filme e só deverá aparecer em possíveis sequências ou no filme solo que foi confirmado. Também, no mesmo evento, David F. Sandberg confirmou que estaria dirigindo o filme.
No dia 27 de outubro de 2017, foi anunciado pelo próprio diretor que Zachary Levi seria o astro a interpretar "Shazam". No dia 27 de outubro de 2017, Zachary Levi foi confirmado para viver o personagem central. No dia 06 de novembro de 2017, foi confirmado que o ator Asher Angel seria "Billy Batson". O primeiro trailer saiu no dia 21 de julho de 2018 na San Diego Comic-Con junto com o trailer de "Aquaman".

### Escolha do elenco
Em agosto de 2017 começou a etapa de seleção para a escolha do ator mirim que atuaria como "Billy Batson". Asher Angel (da série Andi Mack) foi confirmado como o alter-ego do herói.

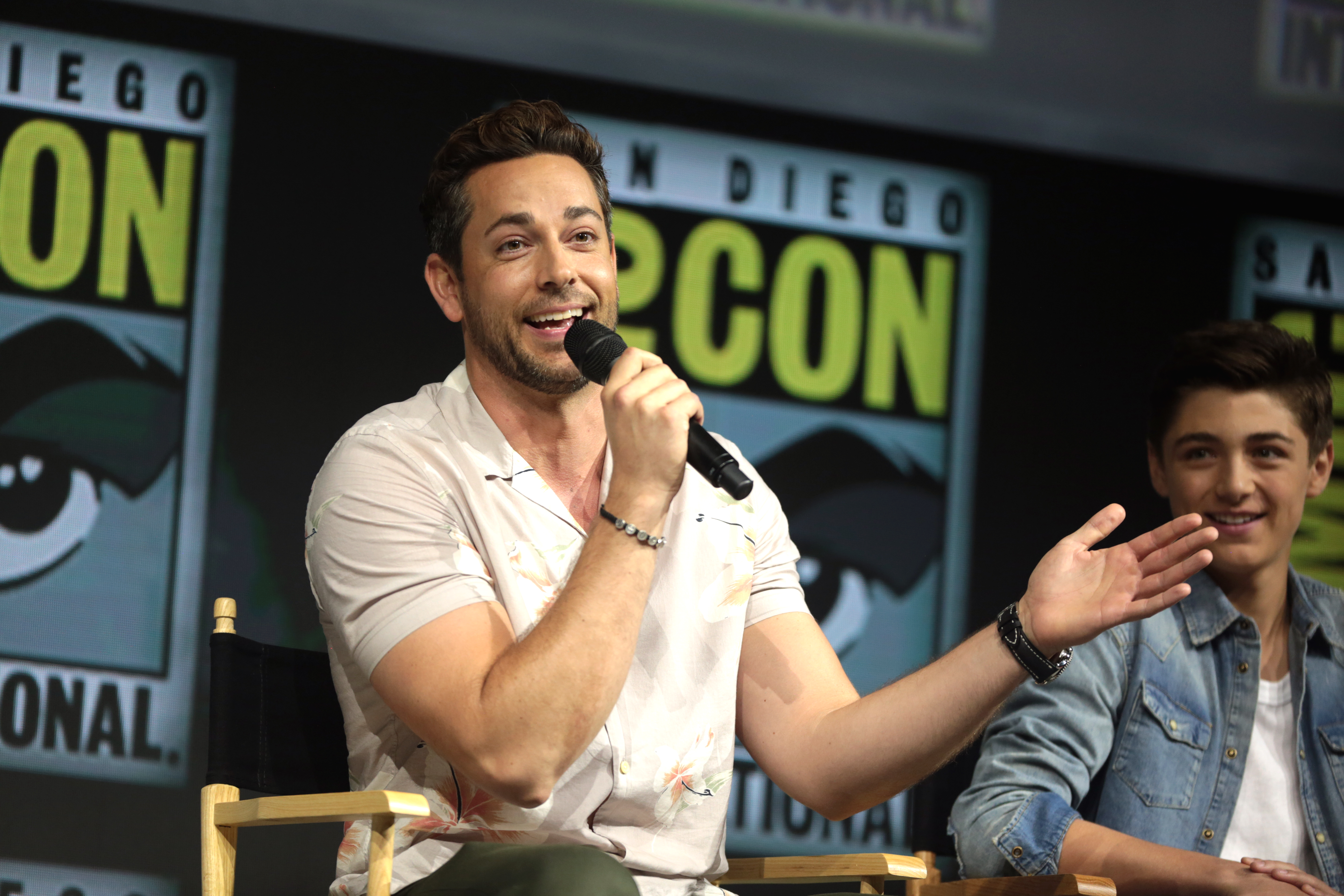
Zachary Levi durante evento

### Filmagens
Tendo as filmagens se iniciado em janeiro de 2018, a maioria da produção foi feita no Pinewood Toronto Studios e também realizada em vários locais públicos da cidade, incluindo a Universidade de Toronto e o Woodbine Shopping Centre. No início de março de 2018, as filmagens ocorreram no Fort York National Historic Site, no centro de Toronto, as filmagens encerraram no dia 11 de maio de 2018, os atores mais novos deixaram a produção seis dias antes. No dia 07 de novembro de 2018, o filme passou por refilmagens em Toronto, no Canadá, que se estenderam até 22 de dezembro.
Segundo divulgado, cada uniforme do personagem central custou cerca de um milhão de dólares na confecção e tecnologia aplicada gerando um custo total de 10 milhões de dólares para a DC por 10 uniformes usados por Levi.

### Eventos
Em 9 de dezembro de 2018, o ator Zachary Levi participou do painel da DC Universe no evento Comic Con Experience (CCXP) em São Paulo para divulgar o filme e exibiu uma cena exclusiva de um trecho ainda não finalizado do momento em que o jovem herói encontra seu vilão, "Doutor Thaddeus Silvana", interpretado por Mark Strong.
Em fevereiro, meses antes da estreia oficial, foi liberada uma exibição teste feita apenas para a crítica e alguns fãs. Logo após a exibição, as primeiras impressões sobre o filme e o desempenho de Levi juntamente com os atores mirins foram positivas, o que aumentou a expectativa para que o trabalho rendesse bons resultados de bilheteria.

### Expectativas
As expectativas para que a produção desse certo aumentaram após todo o trabalho de divulgação com trailers e sessões especiais. O público em geral passou a esperar que o longa pudesse ser um dos melhores filmes já produzidos pela DC.

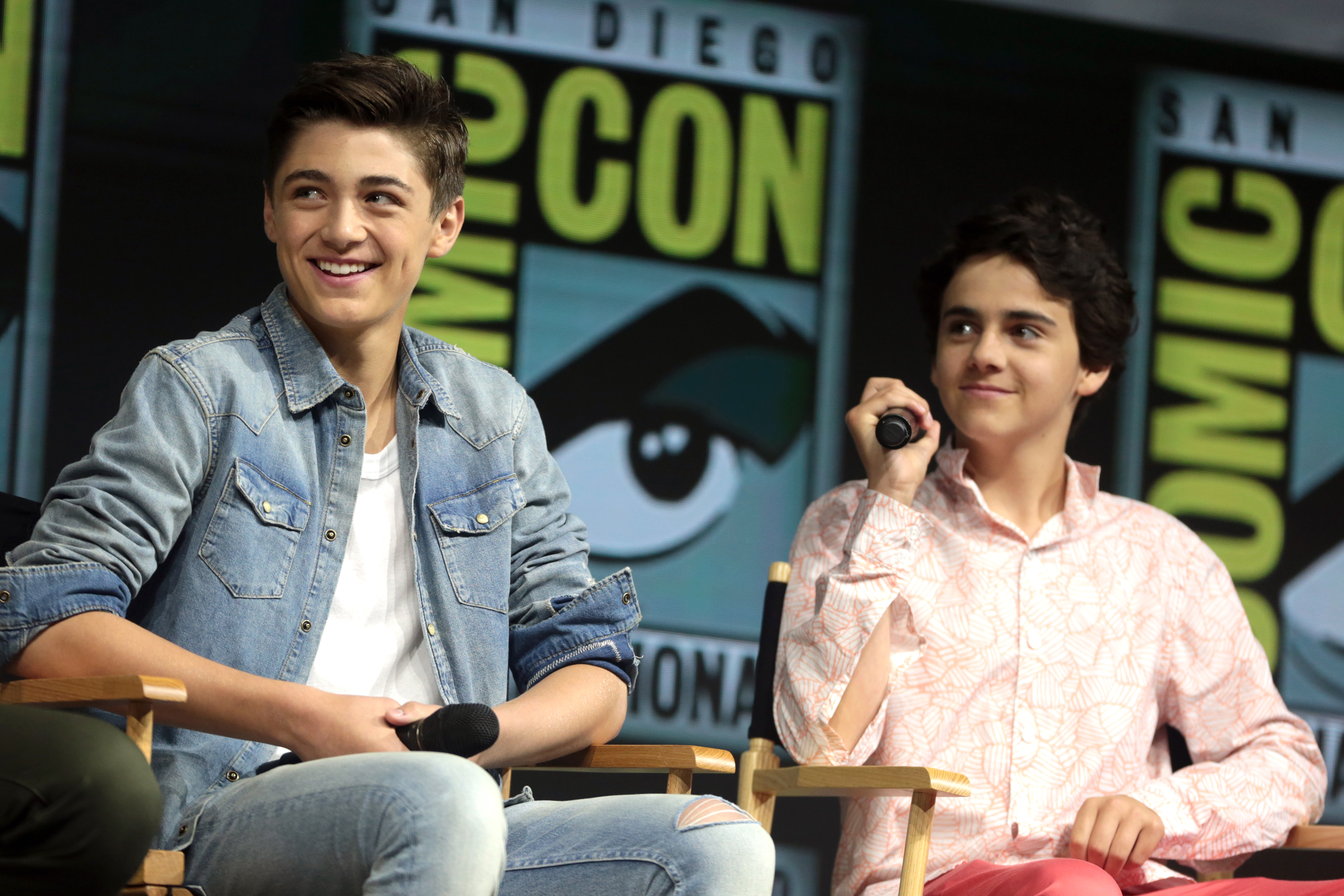
Atores mirins Asher Angel (à esquerda) e Jack Dylan Grazer (ao lado)

## Lançamento
No Brasil, o filme alcançou estimados 60% do total da bilheteria nacional e conquistou o primeiro lugar no ranking da bilheteria brasileira no segundo dia.
Nos Estados Unidos, ultrapassou novamente as projeções com US$ 53 milhões de dólares no primeiro fim de semana. ficando com a liderança nas bilheterias norte-americanas.
Em três dias, o longa alcançou US$ 158 milhões mundialmente e pela terceira vez superou as expectativas de venda, no total já faturou mais de 360 milhões, uma bilheteria considerada boa se comparada com todo o custo de produção que ficou entre 80 e 100 milhões. A produção chegou às lojas em DVD e Blu-Ray em 16 de junho nos Estados Unidos e a previsão é que no Brasil as vendas comecem em julho ou agosto de 2019.

## Recepção
No site do agregador de críticas Rotten Tomatoes, o filme tem uma taxa de aprovação de 90%, com base em 409 resenhas. O consenso crítico do site diz: "Uma mistura divertida e sem esforço de humor e coração, Shazam! É um filme de super-herói que nunca esquece o poder real do gênero: a realização de desejos alegres." No Metacritic, o filme tem uma pontuação média ponderada de 71 de 100, com base em 53 críticos, indicando "críticas geralmente favoráveis". O público entrevistado pela CinemaScore deu ao filme uma nota média de "A" em uma escala de A+ a F, e os da PostTrak deram ao filme uma pontuação geral positiva de 83% e 61% de "recomendação definitiva".

## Sequência

### Spin off
Dwayne Johnson foi anexado ao Shazam! no início do desenvolvimento, e confirmou que interpretaria o vilão Adão Negro em setembro de 2014. Os produtores decidiram dar ao personagem seu próprio filme em janeiro de 2017, e Adam Sztykiel foi contratado naquele mês de outubro. Jaume Collet-Serra ingressou em junho de 2019. O elenco adicional ocorreu no ano seguinte, incluindo quatro membros da Sociedade da Justiça da América (JSA), e o roteiro foi reescrito por Haines e Noshirvani. As filmagens ocorreram de abril a agosto de 2021 em Atlanta, Geórgia, e também em Los Angeles. Foi originalmente programado para ser lançado em 22 de dezembro de 2021, mas foi adiado e lançado em 21 de outubro de 2022.

### Sequência
Em 8 de abril de 2019, TheWrap relatou que a New Line Cinema estava desenvolvendo uma sequência com Henry Gayden voltando para escrever o filme, junto com a direção de David F. Sandberg e a produção de Peter Safran. Em dezembro de 2019, a New Line Cinema anunciou que a sequência seria lançada em 1º de abril de 2022. A data de lançamento foi adiada várias vezes e deve ser lançada em 17 de março de 2023.